# Quercus austrocochinchinensis
Quercus austrocochinchinensis es una especie del género Quercus dentro de la familia de las Fagaceae. Está clasificada en el subgénero Cyclobalanopsis; que son robles del este y sureste de Asia. Árboles que crecen hasta 10-40 m de altura. Ellos se diferencian del Subgénero Quercus en que tienen bellotas con distintivas tazas teniendo crecientes anillos de escamas, tienen en común las densamente agrupadas bellotas, aunque esto no se aplica a todas las especies.

## Distribución y hábitat
Crece en los bosques dispersos perennifolios de hoja ancha en valles de montaña y en recibiste de ríos, entre los 700-1000 metros, en China (Yunnan), Tailandia y Vietnam.

## Descripción
Quercus austrocochinchinensis es un árbol de hoja perenne que alcanza un tamaño de 15-20 m de altura. El tronco puede alcanzar hasta 1 m de diámetro. La corteza es de color gris pálido, algo blanquecino. Las ramas son amarillentas con pelos estrellados pero glabrescentes, con lenticelas alargadas. Las hojas miden 10-20 x 3-5 cm, coriáceas, rígidas, oblongo elípticas a lanceoladas. El ápice es poco puntiagudo o acuminado, base cuneada, glabra a ambos lados de la hoja, de color verde brillante por encima, con 2-6 pares de dientes cortos a lo largo de la mitad apical; con 12-17 pares de venas laterales ligeramente elevadas por encima; venas terciarias evidentes por debajo. El peciolo hace 1-2 cm, con pelos estrellados, convirtiendo glabros. Las flores tienen 4-5 estilos. Las bellotas hacen 1,3-1,8 cm de diámetro x 1-1,4 cm de largo, aplanadas, con la base truncada, de color amarillo marrón tomentoso; cerradas completamente o casi, excepto el ápice (2 mm), tomentoso (dentro y exterior) de la taza, taza con 8-10 anillos concéntricos denticulados; cicatriz en toda la base, persistente estilos. Las bellotas maduran al cabo de 1 año.

## Taxonomía
Quercus austrocochinchinensis fue descrita por Hickel & A.Camus y publicado en Annales des sciences naturelles. Botanique. dixième série. 3(5–6): 386, f. 2, 1–3. 1921.
Etimología
Quercus: nombre genérico del latín que designaba igualmente al roble y a la encina.
austrocochinchinensis: epíteto geográfico que alude a su localización en el sur de Cochinchina. 
Sinonimia
- Cyclobalanopsis austrocochinchinensis (Hickel & A.Camus) Hjelmq.	[1][4]